# CDKN2A
CDKN2A, også kendt som cyclin-dependent kinase Inhibitor 2A, er et gen, der i mennesker er placeret i kromosom 9, bånd p21.3. Det er allestedsnærværende udtrykt i mange typer væv og celler. Genet koder for to proteiner, heriblandt p16 (eller p16INK4a) og p14arf. Begge fungerer som tumorsuppressorer ved at regulere cellecyklussen.